# يان شايفر
يان شايفر هو نقابي وسياسي هولندي، ولد في 16 مارس 1940 في أمستردام في مملكة هولندا، وتوفي بنفس المكان في 30 يناير 1994 بسبب السكري. نشط حزبياً في حزب العمل. وقد انتخب عضو مجلس نواب هولندا ‏.